# Melchor Cob Castro
Melchor Cob Castro (* 18. April 1968 in Campeche, Mexiko) ist ein ehemaliger mexikanischer Boxer im Halbfliegengewicht. 

## Profikarriere
Im Jahre 1985 begann er erfolgreich seine Profikarriere. Am 25. März 1991 boxte er gegen Rolando Pascua um den Weltmeistertitel des Verbandes WBC und siegte durch K. o. Diesen Gürtel verlor er allerdings bereits in seiner ersten Titelverteidigung im Juni desselben Jahres an Humberto González nach Punkten.
Am 25. August 1997 wurde er WBO-Weltmeister, als er Jesus Chong nach Punkten bezwang. Auch diesen Gürtel verlor er bereits in seiner ersten Titelverteidigung an Juan Domingo Córdoba im darauffolgenden Jahr.
Im Jahre 2008 beendete er seine Karriere.